# Музей современного искусства (Мэдисон)
Музей современного искусства в Мэдисоне (англ. Madison Museum of Contemporary Art, сокр. MMoCA) — музей в Мэдисоне, Висконсин, посвящённый современному искусству. Старейшая культурная организация города. Основан в 1901 году ассоциацией Madison Art Association, первоначально назывался Madison Art Center.

## Деятельность

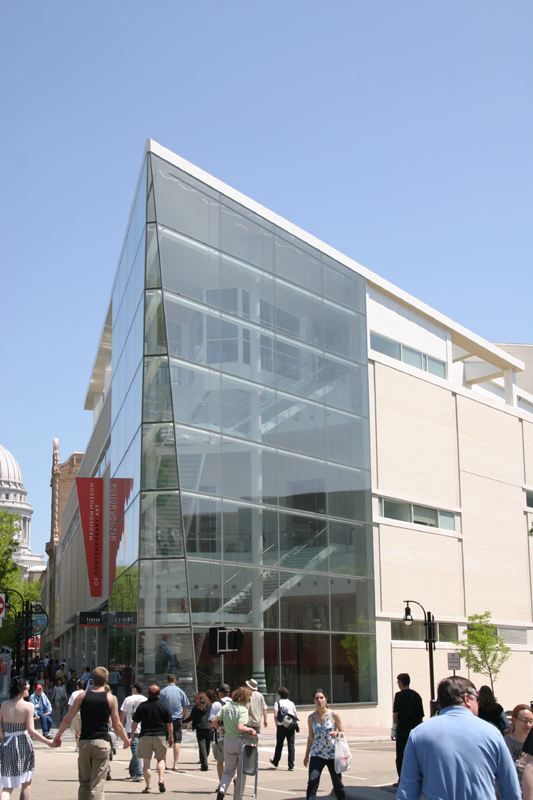
Фасад музейного здания

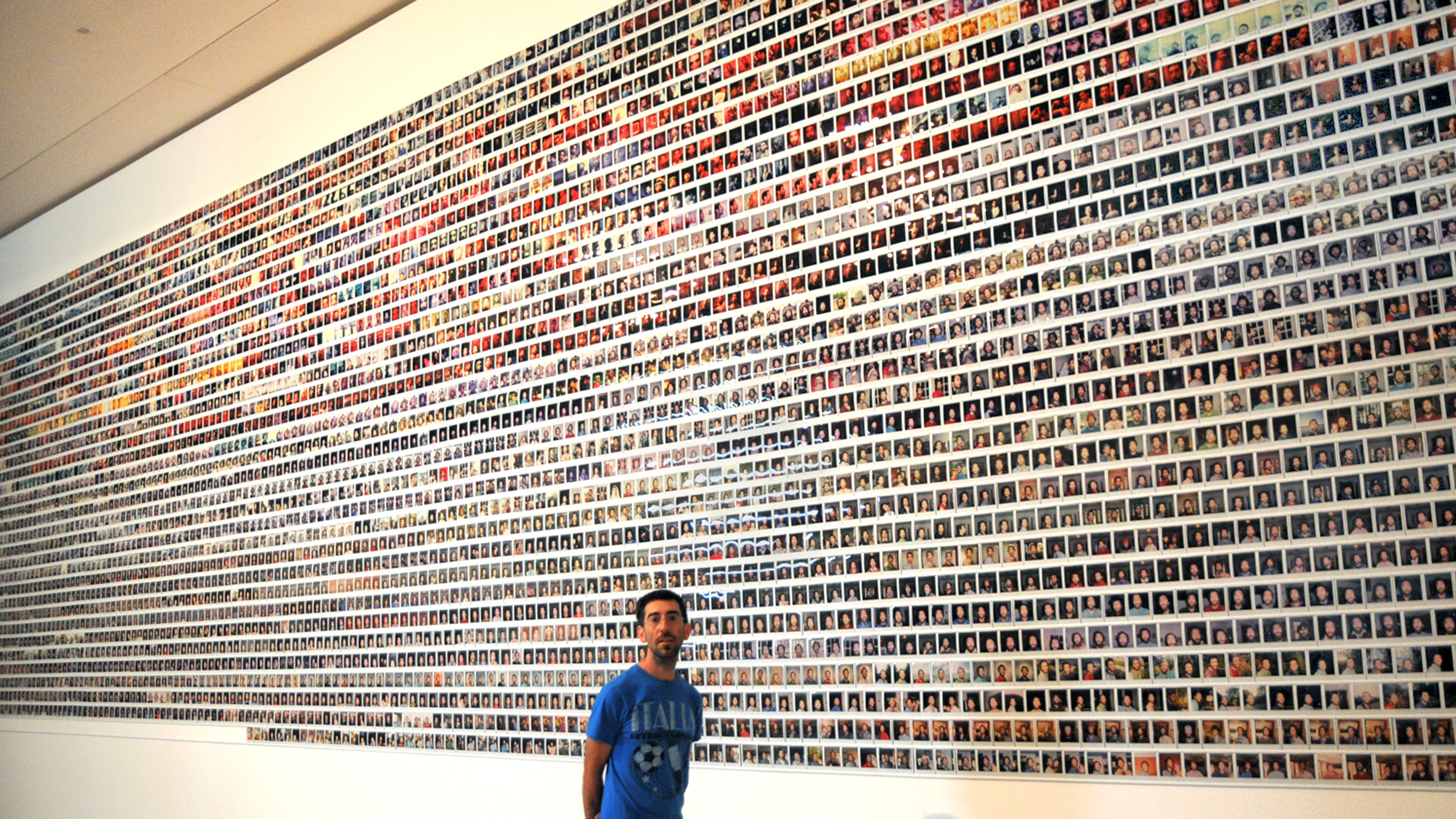
Фотограф Марк Тасман (Marc Tasman) на фоне собственной инсталляции

Трехэтажный стеклянный фасад здания на углу улиц State Street и Henry Street служит главной лестницей музея и является его архитектурной достопримечательностью.
В настоящее время музей в Мэдисоне имеет четыре выставочных пространства:
- The State Street Gallery — находится со стороны вестибюля музея и имеет окна, выходящие на одноимённую улицу.
- The Henry Street Gallery — находится также со стороны одноимённой улицы, где находится меняющаяся часть экспозиции музея.
- Main Gallery — главные и самые крупные выставочные площади, расположенные на втором этаже.
- Imprint Gallery — тоже находится на втором этаже и содержит художественные работы, основанные на видео и звуке.

В нём проводятся художественные выставки, в частности, в 2002 году состоялась персональная выставка Лизы Буржуа. В коллекции музея находится уникальная работа Pitahayas — картина, выполненная в 1938 году маслом по металлу мексиканской художницей Фридой Кало.
Музей в Мэдисоне, дополнительно к галерейным экспозициям, иногда выставляет произведения искусства в фойе и в саду и на крыше (скульптуры). Лекционный зал музея служит также театром. Имеется ресторан Fresco и музейный магазин.

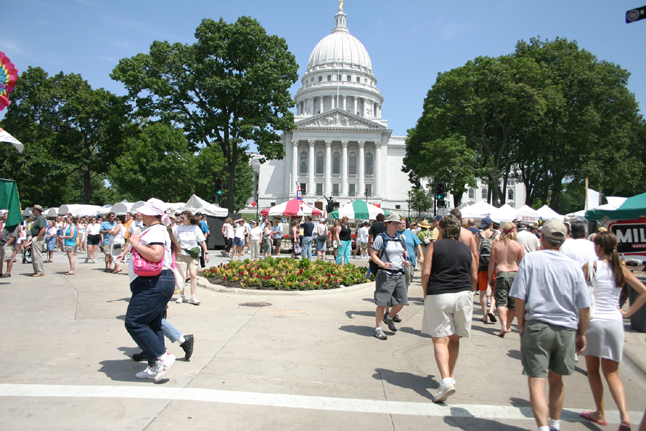
Ярмарка Art Fair on the Square

Посещение музея — бесплатное. Бо́льшую часть средств для своего содержания он получает от членства MMoCA бесплатна для публики. Музей современного искусства Мэдисона получает большую часть своего финансирования от членства в различных музейных организациях, от частных пожертвований, а также ежегодно проводимой национальной ярмарке ярмарки Art Fair on the Square, которая проводится на Капитолийской площади Мэдисона в Мэдисоне и собирает около 200 000 человек каждый год.
Директором музея с 1991 года является Стивен Флейшман (Stephen Fleischman).